# Яровой, Степан Петрович
Степан Петрович Яровой — советский хозяйственный и государственный деятель, Герой Социалистического Труда.

## Биография
Родился в 1927 году на территории современной Киевской области. Член КПСС.
В 1951—1986 — слесарь-монтажник, бригадир монтажников Днепродзержинского специализированного управления «Химмонтаж» № 208 треста «Днепрометаллургмонтаж» Министерства монтажных и специальных строительных работ Украинской ССР.
Указом Президиума Верховного Совета СССР от 23 апреля 1980 года присвоено звание Героя Социалистического Труда с вручением ордена Ленина и золотой медали «Серп и Молот».
Делегат XXVI съезда КПСС.
С 1986 — персональный пенсионер союзного значения.
Жил в Днепродзержинске.

## Награды и звания
- Герой Социалистического Труда (23.04.1980)
- Орден Ленина (23.04.1980)
- Орден Октябрьской Революции (04.03.1974)
- Орден Трудового Красного Знамени (07.05.1971)